# حارث النايف
حارث أل نايف هو لاعب كرة قدم سوري في مركز الدفاع، ولد في 20 يناير 1993 في سوريا. شارك مع منتخب سوريا تحت 20 سنة لكرة القدم. أما مع النوادي، فقد لعب مع نادي الفتوة ونادي الوحدة.